# Hilde Wagener
Hilde Wagener, née à Hanovre (Province de Hanovre) le 26 septembre 1904 et morte à Baden (Basse-Autriche) le 26 décembre 1992, est une actrice allemande.

## Biographie
Hilde Wagener fut d'abord apprentie puis collégienne au pensionnat de Töchterheim Gerda à Berlin. Formée à l'expression dramatique par Anna Uhlig à Berlin, elle fait ses débuts sur scène au Deutscher Theater de Hanovre. Finalement elle part tenter sa chance à Vienne, et s'y produit à la Wiener Bühne et au Théâtre de la Renaissance (de).
Hilde Wagener fait ses débuts à l'écran en 1923 dans le film Die Gasse der Liebe und der Sünde. De 1924 à 1990, elle sera membre de la troupe du Burgtheater de Vienne, et même membre d'honneur. En 1933 elle reçoit du chancelier d'Autriche le titre envié de Kammerschauspielerin.
En 1928, elle épouse l'acteur Otto Tressler qui a 34 ans de plus qu'elle.
Juste après l’annexion de l'Autriche, en 1938, elle sert la propagande en faveur du plébiscite et déclare à cette occasion : « Je suis consciente que c'est à notre Führer, Adolf Hitler, que nous devons ce miracle! »
Contrairement à une opinion répandue, elle ne reçut pas d'offres particulières sous le nazisme, continuant simplement de se produire au Burgtheater. De 1942 à 1945, elle travaille comme infirmière à l’Hôpital général de Vienne.
Après la guerre, elle ne s'engage plus qu'en faveur du théâtre, mais tourne dans quelques films, dont  Sissi. En 1949, elle fonde un comité d'entraide pour les artistes, qui deviendra Künstler helfen Künstlern (1955).

## Filmographie partielle
- 1933 : Fin de saison de Robert Siodmak
- 1937 : Première de Géza von Bolváry
- 1941 : Hauptsache glücklich! de Theo Lingen
- 1954 : Les Jeunes Années d'une reine d'Ernst Marischka
- 1955 : Trois Hommes dans la neige (Drei Männer im Schnee) de Kurt Hoffmann
- 1955 : Sissi d'Ernst Marischka
- 1956 : L'amour ne meurt jamais d'O.W. Fischer
- 1956 : Sissi impératrice d'Ernst Marischka
- 1963 : Interpol contre stupéfiants de Rudolf Zehetgruber